# Phreatia nebularum
Phreatia nebularum är en orkidéart som beskrevs av Rudolf Schlechter. Phreatia nebularum ingår i släktet Phreatia och familjen orkidéer. Inga underarter finns listade i Catalogue of Life.